# Spermbirds
Spermbirds és un grup alemany de skate punk originari de la ciutat de Kaiserslautern. Format el 1982 per membres del grup Die Walter Elf, és conegut a nivell internacional. Tot i separar-se el 1990, Spermbirds va tornar el 1993, publicant diversos àlbums i realitzant concerts des de llavors.
El seu debut de 1986, Something to Prove, és considerat el disc més reeixit en influir en moltes bandes de hardcore punk estatunidenc. A la portada hi apareix una imatge de Cerebus the Aardvark, personatge de còmic creat pel dibuixant canadenc Dave Sim.

## Membres
- Lee Hobson Hollis - veu
- Frank Rahm - guitarra
- Roger Ingenthron - guitarra
- Markus Weilemann - baix
- Matthias «Beppo» Götte - bateria

## Discografia
- 1985: Don't Forget The Fun! (EP compartit amb Walter Elf, X-Mist Records)
- 1986: Something To Prove (We Bite Records)
- 1988: Nothing Is Easy (We Bite Records)
- 1990: Common Thread (X-Mist Records)
- 1990: Thanks Live
- 1992: Eating Glass (X-Mist Records)
- 1992: Spermbirds / Party Dictator (Senzill compartit)
- 1992: Joe (X-Mist Records)
- 1994: Shit For Sale (G.U.N. Records)
- 1995: Family Values (G.U.N. Records)
- 1996: Get Off The Stage (Directe)
- 1997: Coffee, Hair And Real Life (Best-Of: Songs from '84-'91)
- 1999: Best Of Spermbirds (Best-Of: Songs from the GUN-Records '94-'96)
- 2004: Set An Example (Common Thread Records)
- 2005: Spermbirds / Genepool (Senzill compartit)
- 2007: The Boys Are Back In K-Town (Doble DVD: "Me And My People - Stories 1984-2006" + Directe Des. 2005)
- 2010: A Columbus Feeling (Rookie Records)
- 2012: Pascow / Spermbirds (Senzill compartit)
- 2019: Go To Hell Then Turn Left